# St. Gereon (Köln-Merheim)
Die Kirche St. Gereon im Kölner Stadtteil Merheim ist eine römisch-katholische Pfarrkirche im Erzbistum Köln. Sie ist Teil des katholischen Pfarreienverbandes Brück-Merheim. Die zu Ehren des Hl. Gereon von Köln geweihte Kirche entstand um 1820 nach Abriss der alten romanischen Kirche.

## Lage und Umgebung

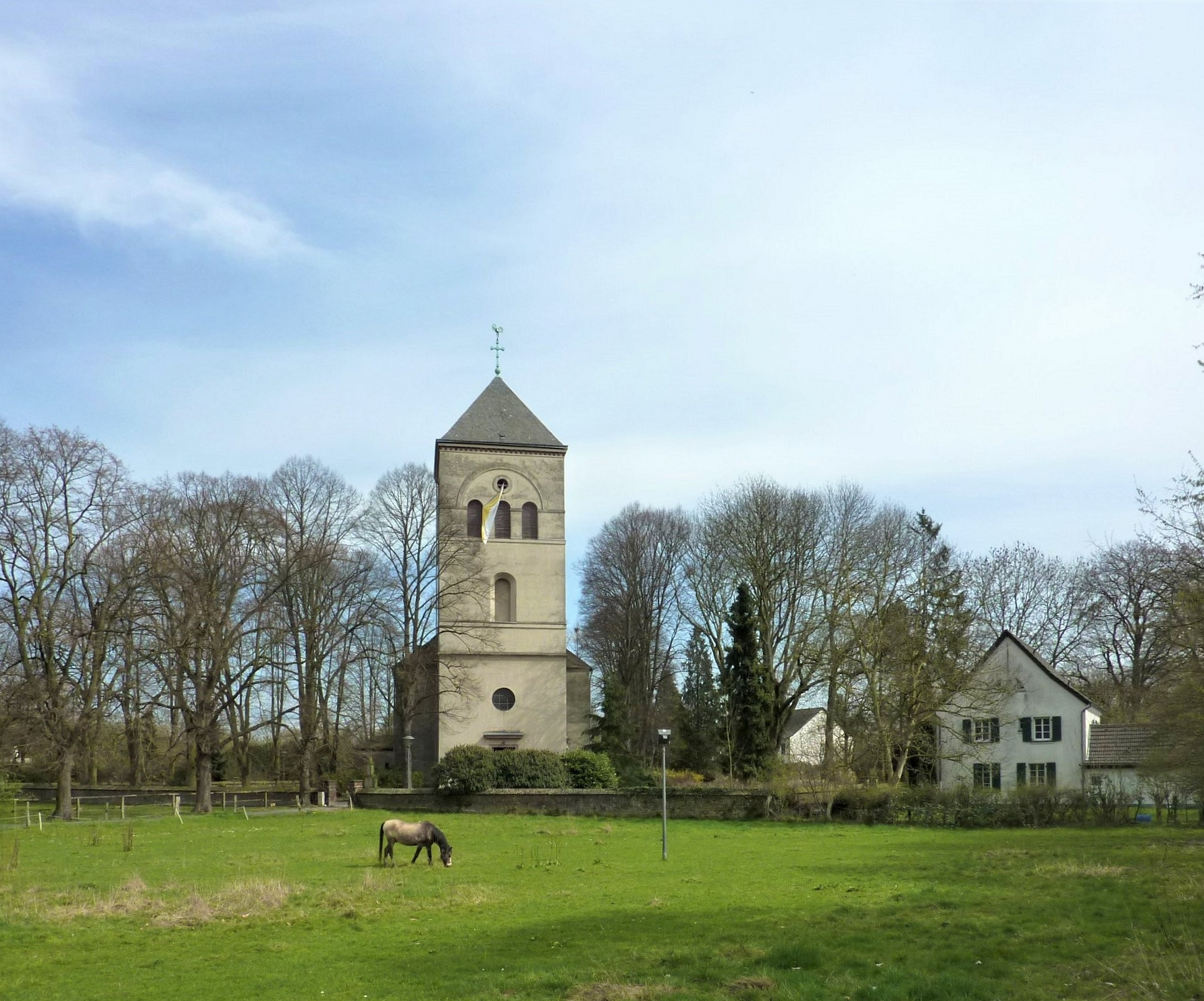
St. Gereon zu Köln-Merheim

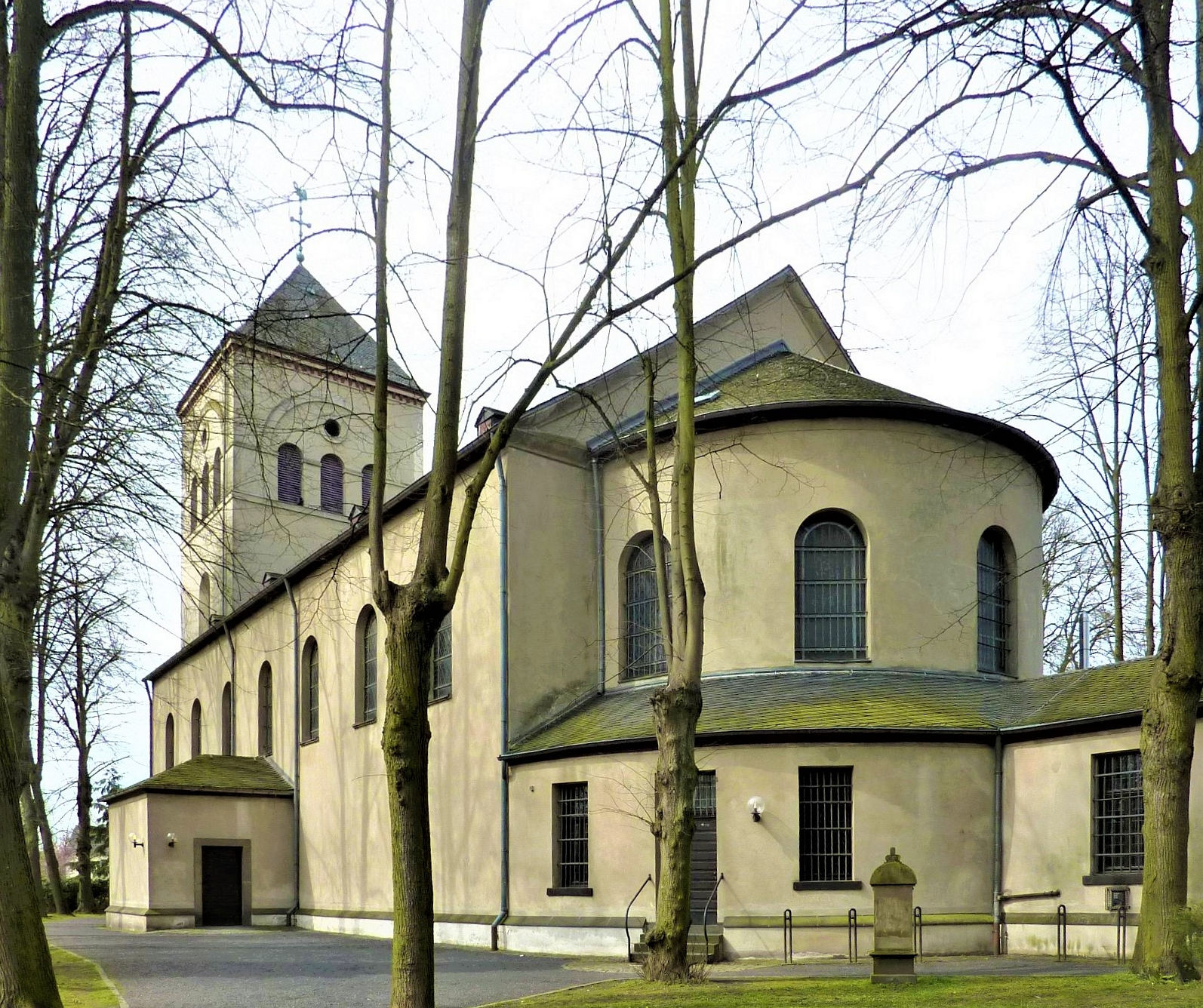
Ansicht vom Kirchhof

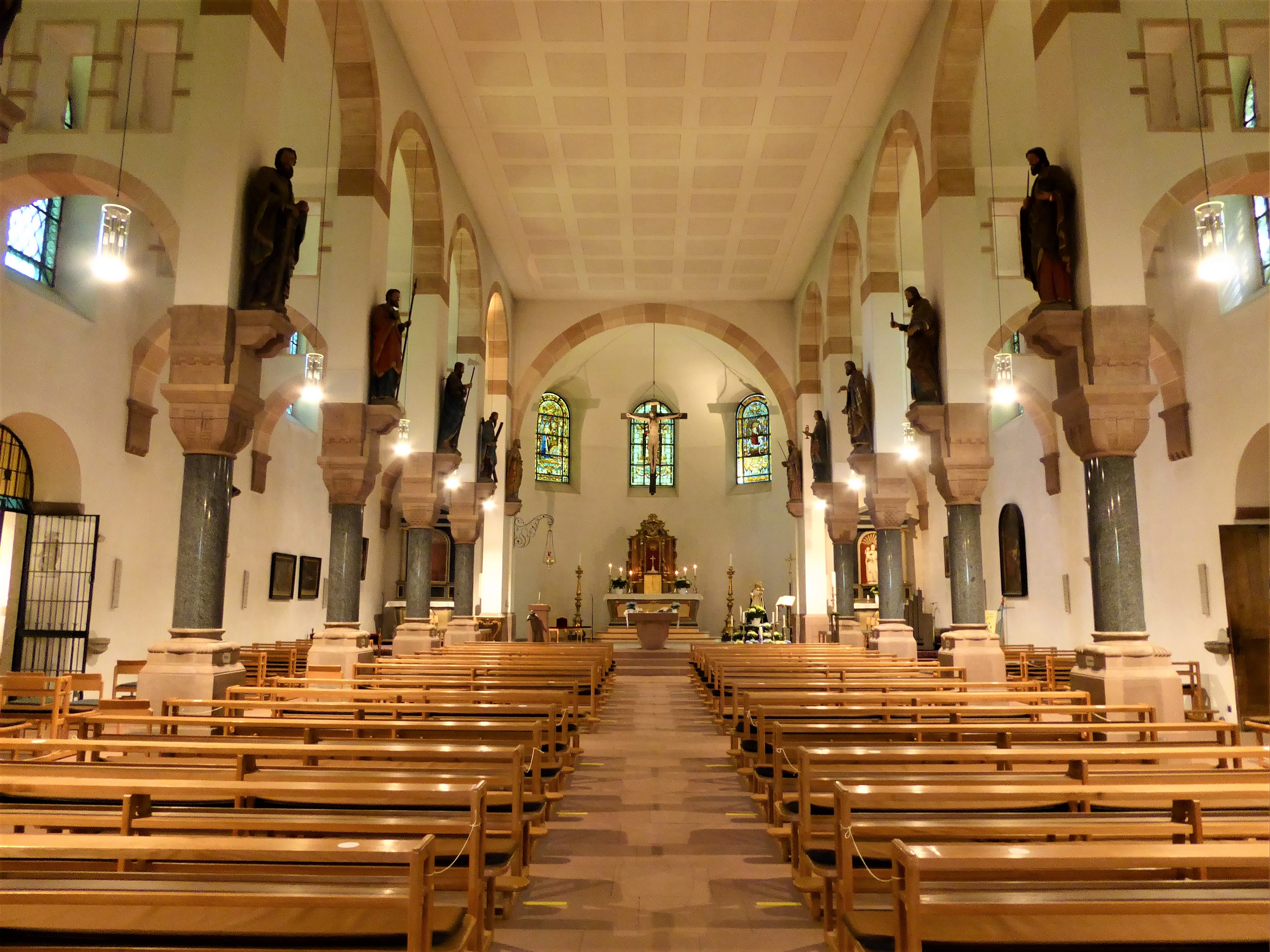
Inneres Richtung Chor

Die Kirche liegt etwas abseits des Merheimer Zentrums. Umgeben von Wiesen und Feldern stellte der Blick auf die Kirche schon immer ein besonderes Panorama dar. Um die Kirche herum befinden sich Grabsteine und Denkmäler des ehemaligen Friedhofs. In der Nachbarschaft der Kirche befindet sich das Pfarrhaus mit der Pfarrwohnung und dem Pastoralbüro. Daneben schließt sich das Pfarr- und Jugendheim an.

## Geschichte
Funde fränkischer Grabsteine weisen darauf hin, dass in Merheim seit dem 8. Jahrhundert eine Pfarrkirche existiert haben soll. Zum Pfarrbezirk Merheim zählten viele der umliegenden Ortschaften. Deren Bevölkerung pilgerte bis ins 19. Jahrhundert Sonntags zur Messe in die Merheimer Kirche. Daher verdanken viele Wege in der Umgebung ihren Namen (zum Beispiel der „Rather Kirchweg“, der von der Ortschaft Rath nach Merheim zur Kirche führt).
Nach dem Abriss der alten Kirche 1817 wurde um 1820 ein Neubau der alten Kirche in neuen Maßen begonnen. Die Kirche wurde damals als Saalkirche ohne ihre heutigen Säulen erbaut, die erst 1907 nachträglich eingefügt wurden und somit die Kirche in ein Hauptschiff und zwei Nebenschiffe teilten.
1822 wurde der Turm der heutigen Pfarrkirche erbaut, 1849 wurde die achteckige Turmspitze auf den Turm gesetzt. Diese hohe Turmspitze wurde zu Beginn des Zweiten Weltkrieges aufgrund eines nahen Fliegerhorstes durch ein stumpfes Spitzdach ersetzt. Der Turm trägt ein grünes Kreuz mit Wetterhahn von Walter Prinz mit einer Höhe von 4,60 m.

## Ausstattung

### Hoch- und Zelebrationsaltar
Der Hochaltar in der Apsis der Kirche stammt etwa aus dem Zeit des Barock, ca. 1600–1730. Im Laufe der Zeit ist sein Aussehen häufig verändert worden, Figuren(gruppen) sind hinzugefügt oder weggenommen worden. Bei der letzten Restaurierung 1959 wurde versucht, die ursprüngliche Farbgebung möglichst getreu nachzubilden. Der Zelebrationsaltar ist gestaltet von Herbert Kreutzer. Er ist aus Mainsandstein gefertigt und wurde nach der Liturgiereform des Zweiten Vatikanischen Konzils aufgestellt.

### Statuen
Zum Schatz der Kirche gehört die „Schlesische Madonna“, eine lebensgroße Darstellung der Mutter Gottes aus Schlesien, die etwa um 1500 gefertigt wurde. Sie steht im rechten Seitenschiff der Kirche und ist eine Dauerleihgabe von Privatleuten. Die hölzerne Marienstatue der Kirche stammt aus der alten Kirche und ist somit aus dem 18. Jahrhundert oder älter. Sie stellt die gekrönte Maria mit Zepter und Reichsapfel dar und trägt einen blauen Umhang.
An den Säulen des Mittelschiffes befinden sich Statuen der Apostel. Sie sind aus Holz gefertigt und stammen aus der Zeit von 1846 bis 1849. Es sind insgesamt 14 Statuen, die der 12 Apostel plus die des später für den Apostel Judas berufenen Apostel Matthias sowie die des Erzengels Michael. Die Apostel sind mit Gegenständen und Symbolen versehen, die auf ihre Persönlichkeit hinweisen, so ist der Apostel Petrus zum Beispiel klassisch mit den beiden Schlüsseln dargestellt.

### Sonstiges
Die Kirche verfügt im Kirchenschatz über zahlreiche weitere Kunstgegenstände, darunter eine Turmmonstranz von Werner Hermeling (1847). Die Statue „Der Hörende“ des Bildhauers Toni Zenz ergänzt den Ambo – dargestellt ist ein Mann, der seine Hände an die Ohren gelegt, der Frohen Botschaft lauscht. Unter den zahlreichen Paramenten ist eine Kasel von etwa 1520 hervorzuheben, die aus der ehemaligen Kölner Pfarrkirche St. Kolumba stammen könnte.

### Glocken
Im Jahr 1961 goss die Glockengießerei Otto in Bremen-Hemelingen für die Kirche fünf Bronzeglocken für die Kirche St. Gereon. Die Glocken haben folgende Durchmesser: 1241 mm, 1105 mm, 984 mm, 828 mm, 738 mm und wiegen: 1125 kg, 800 kg, 575 kg, 350 kg, 250. Sie sind gestimmt auf: e‘ - fis‘ - gis‘ - h‘ - cis‘‘.